# Károly Pesthy
Károly Pesthy (ur. 8 lutego 1910 w Kapuvárze, zm. 5 lutego 1971 w New Brunswick) – węgierski szermierz, złoty medalista mistrzostw świata.
Podczas mistrzostw świata w Sztokholmie w 1951 roku razem z Tiborem Berczellym, Aladárem Gerevichem, Pálem Kovácsem, Endre Palóczem i László Rajcsányim wywalczył złoty medal w szabli drużynowej. Był to jego jedyny medal zdobyty w zawodach tego cyklu.
Nigdy nie wziął udziału w igrzyskach olimpijskich.
W latach 1938–1947 cztery razy zdobywał mistrzostwo Węgier w szabli drużynowej. W latach 50' wyemigrował do Stanów Zjednoczonych. Po zakończeniu kariery został trenerem, pracował między innymi w Kolumbii i Wenezueli.